# Brebevnica
Brebevnica (en serbe cyrillique : Бребевница) est un village de Serbie situé dans la municipalité de Dimitrovgrad, district de Pirot. Au recensement de 2011, il comptait 25 habitants.
Brebevnica est mentionnée pour la première fois dans des documents turcs au XVe siècle.

## Démographie
| 1948 | 1953 | 1961 | 1971 | 1981 | 1991 | 2002 | 2011 |
| ---- | ---- | ---- | ---- | ---- | ---- | ---- | ---- |
| 413  | 372  | 329  | 233  | 148  | 90   | 62   | 25   |

|  |